# Mirisava kalizija
Mirisava kalizija (lat. Callisia fragrans) je zeljasta biljka iz roda kalizija, porodica Commelinaceae. Uzgaja se kao sobna biljka, a u zemljama istočne Europe i u Rusiji cijenjena je ljekovita biljka. Biljka potječe iz Meksika.

## Opis
Naraste do najviše 2 metra visine. Listovi su nalik lišću kukuruza, dugi do 30 cm,širine 5–6 cm.

## Primjena
Posebno se rado koristi u ruskoj narodnoj medicini, prije svega u obliku alkoholnog ekstrakta. Djeluje antivirusno i protumikrobno.